# Авдий (начальник царского дворца)
Авдий, также Обадия («раб Иеговы»; «служитель Господа»; в Септуагинте: Όβδειός, Άβδειός, Άβδίας; в Вульг.: Abdiа; в славянской Библии: Авдия) — богобоязненный муж, начальник царского дворца в Шомроне (Самария) у израильского царя Ахава (Ахаба), скрывший сто пророков от гибельного преследования царицы Иезавели (Изебели) и питавший их хлебом и водой. Современник пророка Илии.

## Библейское повествование
Когда царица Иезавель преследовала пророков Господних, Авдий спас сто пророков от смерти, укрыв их в двух пещерах, по 50 человек в каждой (3Цар. 18:3 и дальше).
В это время свирепствовал сильный голод в Самарии, так что сам царь Ахав, в сопровождении Авдия, отправился искать корм для скота. Отделившись от Ахава, Авдий встретил пророка Илию, который поручил ему сообщить царю о его прибытии. Авдий отвечал, что Ахав искал Илию во всех царствах и среди всех народов и не нашёл его; и Авдий опасается, что, прежде чем он успеет уведомить царя о появлении Илии, пророк опять исчезнет, и тогда Авдий может поплатиться за это жизнью. Илия поклялся, что действительно хочет видеться с Ахавом. Только тогда Авдий пошёл к царю и уведомил его о прибытии Илии.

## Толкование в иудейской аггаде
Аггада считает Авдия прозелитом эдомитского происхождения; по мнению некоторых, он был потомком Елифаза, друга Иова
Его отождествляют с пророком Авдием, пророчествовавшим против Эдома (Идумеи). Его назначение пророком против Эдома объясняется тем, что он сам был эдомитом. Кроме того, Авдий, живший у двух таких испорченных людей, как Ахав и Иезавель, и не подвёргшийся их дурному влиянию, являлся самым подходящим пророком для обличения Исава, жившего у двух таких благочестивых людей, как Исаак и Ревекка, и не поддавшегося их благотворному влиянию.
Авдий потому удостоился пророческого дара, что укрыл сто пророков. Он спрятал их в двух пещерах, чтобы в случае гибели одной партии другая осталась. Он в этом последовал примеру Иакова (Быт. 32:7-8). Авдий был очень богат, но всё своё богатство истратил на поддержание бедных пророков.
Богобоязненность Авдия восхваляется в Святом Писании больше богобоязненности Авраама.